# Spoorlijn Lindau - Bludenz
De spoorlijn Lindau – Bludenz is een Oostenrijkse spoorlijn, grotendeels gelegen in de deelstaat Vorarlberg. Het traject verbindt het Beierse Lindau aan de Bodensee via de oostelijke oever van de Rijn met Bludenz aan de Arlbergspoorlijn. De lijn is ook bekend als Vorarlbergspoorlijn, in het Duits Vorarlbergbahn.

## Geschiedenis
In 1853 bereikte de Bayrische Ludwigsbahn het station Lindau en in 1857 werd het traject tussen Rorschach en Rheineck geopend.
Het traject werd in fases geopend:
- 30 juni 1872: Bludenz – Lochau
- 14 oktober 1872: Bregenz – Lindau
- 14 oktober 1872: Feldkirch – Buchs SG
- 23 november 1872: Bregenz – Sankt Margrethen

Op 1 november 1873 werd doorgaand treinverkeer tussen Zürich en München mogelijk.

## Treindiensten

### Lindau – Sankt Margrethen
Dit traject wordt gebruikt door doorgaande treinen tussen München en Zürich. Het regionaal personenvervoer wordt anno 2022 uitgevoerd door treinen van de Österreichische Bundesbahnen (ÖBB) van het type Talent.

### Feldkirch – Buchs SG
De Euro City-treinen tussen Wenen en Zürich moeten in Buchs SG kopmaken en moesten tot de introductie van de RailJet op dit traject ook de locomotief wisselen.

### ÖBB
De Österreichische Bundesbahnen (ÖBB, Oostenrijkse Staatsspoorwegen) is de grootste spoorwegmaatschappij van Oostenrijk. De Oostenrijkse staat bezit alle aandelen in de ÖBB-Holding AG.

#### TEE
Trans Europ Express (TEE) was de benaming voor een netwerk van luxueuze binnenlandse en internationale sneltreinen in Europa, dat van start ging in 1957.
Het concept was bedacht door F.Q. den Hollander, toenmalig president-directeur van de Nederlandse Spoorwegen.
De TEE Bavaria was in 1969 in het TEE-net opgenomen. Het betrof een opwaardering van de bestaande D-trein met dezelfde naam. Deze was op aandringen van de DB tot stand gekomen omdat ze op de net gemoderniseerde Allgäubahn een TEE wilde hebben in plaats van slechts een gewone D-trein. Door het schrappen van een aantal tussenstops werd de totale reistijd tot iets meer dan vier uur teruggebracht.
De Bavaria reed op dit traject tussen St. Margrethen en Lindau.

#### Euro City
Op 31 mei 1987 richtten de spoorwegmaatschappijen van de Europese Unie, Oostenrijk en Zwitserland met 64 treinen het EuroCity-net als opvolger van de Trans Europ Express (TEE) op. In tegenstelling tot de TEE kent de EuroCity naast eerste klas ook tweede klas.
De Euro City Bavaria was de voortgezet als Eurocity. Sinds 2002 rijdt deze trein echter zonder naam tussen Zürich en München.
De Bavaria reed op dit traject tussen St. Margrethen en Lindau.
De Euro City Transalpin was de voortgezet als Eurocity van de internationale trein Transalpin die sinds 1 juni 1958 tussen Wenen en Bazel reed.
De Transalpin reed op dit traject tussen Buchs SG en Bludenz.

## Aansluitingen
In de volgende plaatsen was of is er een aansluiting van de volgende spoorwegmaatschappijen:

### Lindau
- Allgäubahn spoorlijn tussen (München -) Buchloe en Lindau
- Bodenseegürtelbahn spoorlijn tussen Radolfzell en Lindau
- Er was een spoorpont op het traject tussen Romanshorn en Lindau van 1869 tot 1939

### Bregenz
- Sankt Magrethen – Bregenz spoorlijn tussen Sankt Magrethen en Bregenz
- Er was een spoorpont op het traject tussen Romanshorn en Bregenz van 1884 tot 1915

### Sankt Margrethen
- Rheintalbahn spoorlijn tussen Rorschach en Sargans

### Feldkirch
- Buchs SG – Feldkirch spoorlijn tussen Buchs SG en Feldkirch

### Buchs SG
- Rheintalbahn spoorlijn tussen Rorschach en Sargans

### Bludenz
- Arlbergbahn, spoorlijn tussen Innsbruck en Bludenz
- MBS, spoorlijn tussen Bludenz en Schruns

## Elektrische tractie
Het traject werd in fases geëlektrificeerd met een spanning van 15.000 volt 16⅔ Hz wisselstroom:
- 6 augustus 1926: Bludenz – Feldkirch
- 16 december 1926: Feldkirch – grens bij Buchs SG
- 15 februari 1927: Feldkirch – Bregenz
- 14 mei 1940: Feldkirch – Amberg-Altenstadt
- 12 januari 1949: Riedenburg – grens bij Sankt Margrethen
- 12 januari 1949: Schwarzach-Wolfurt – Lauterach

## Afbeeldingen

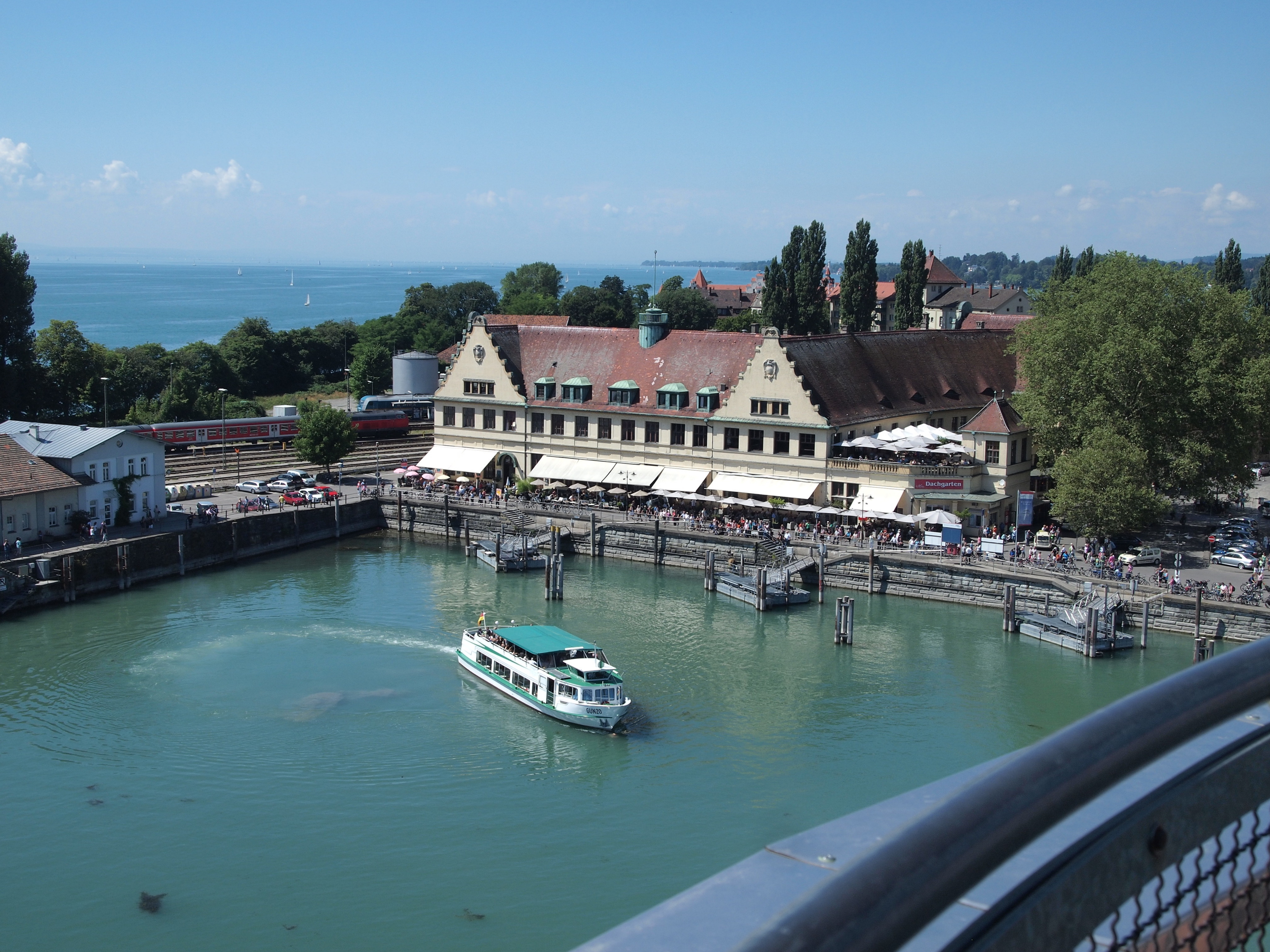
Station Lindau
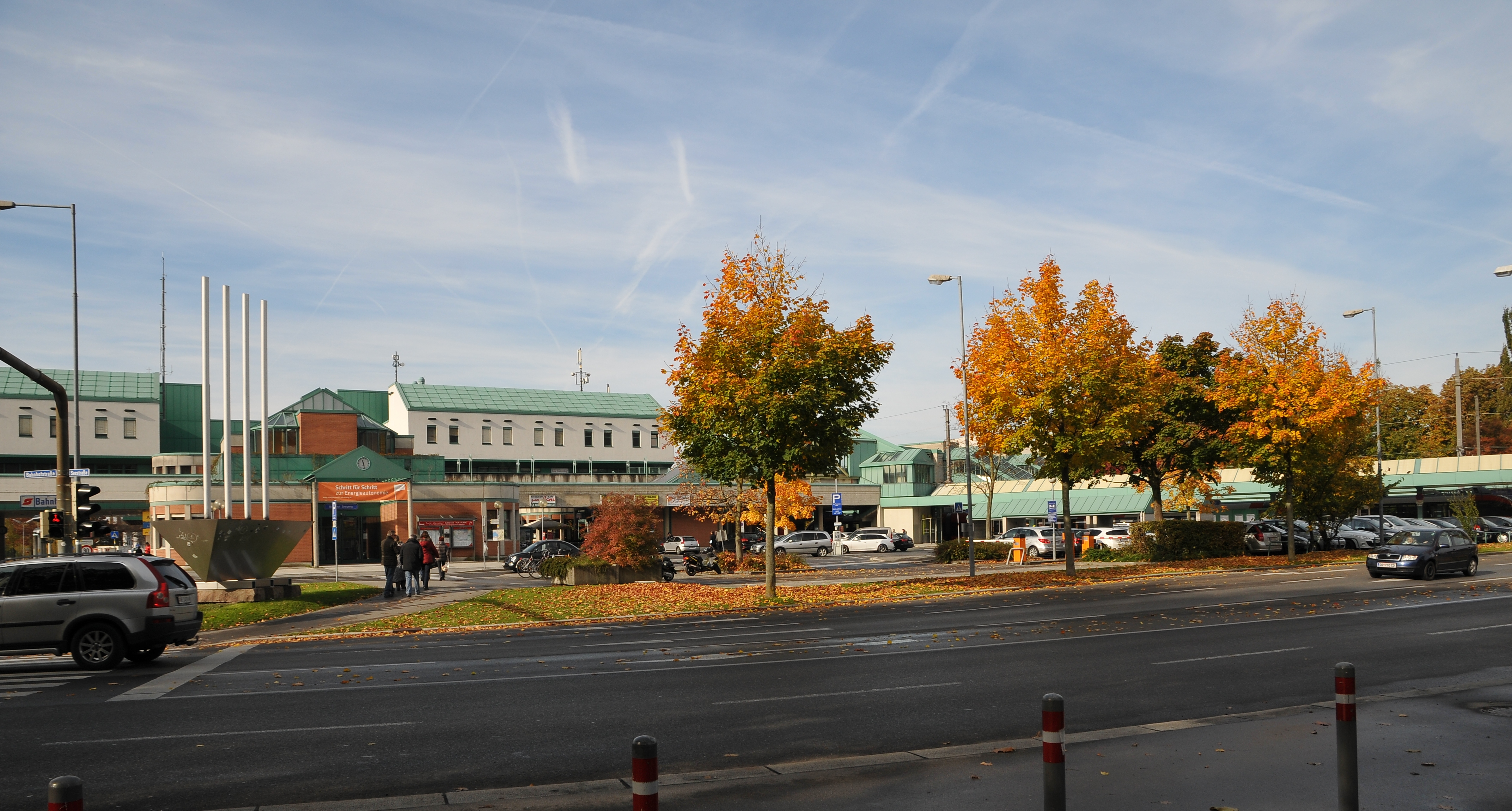
Station Bregenz
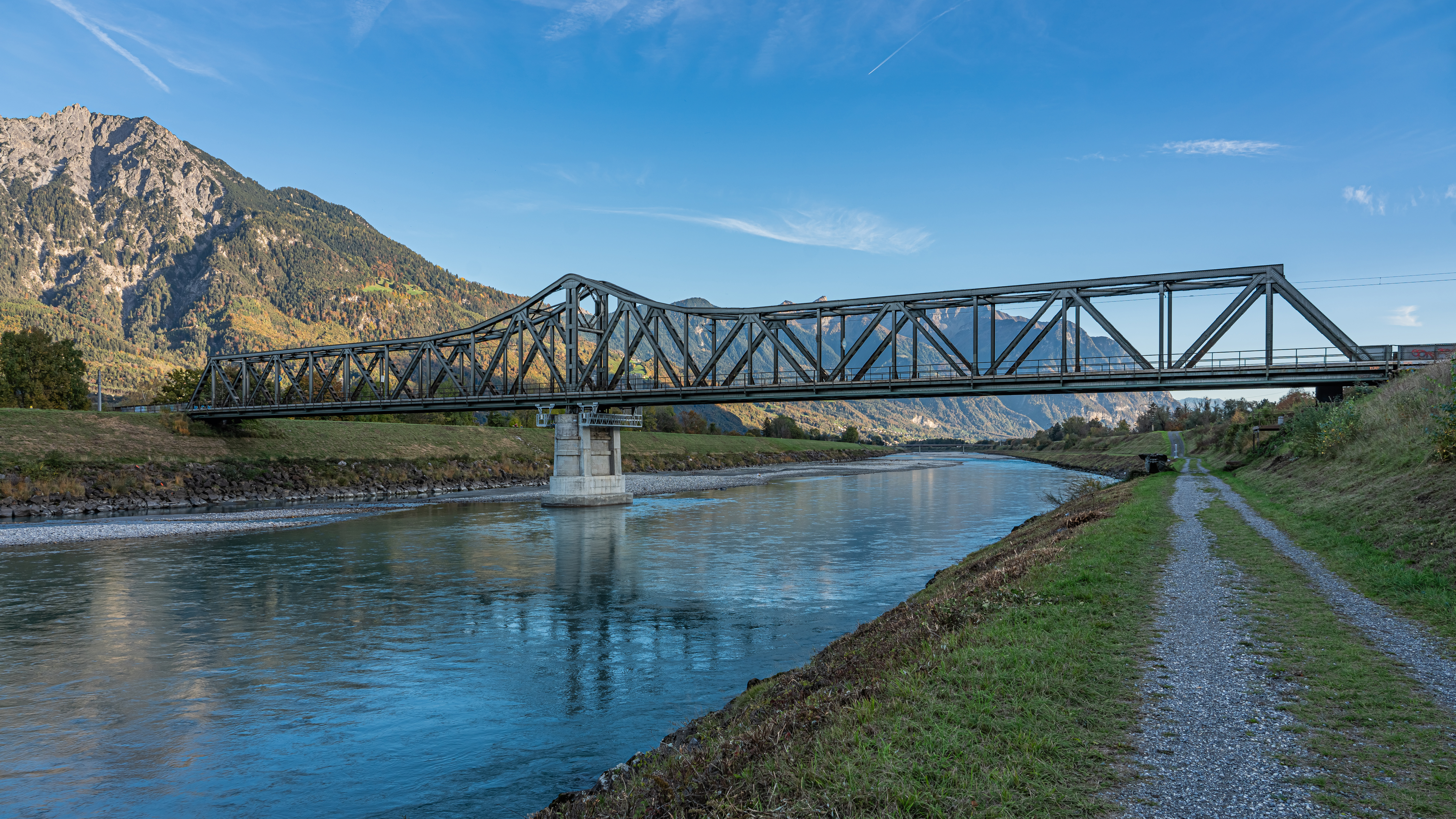
Rijnbrug
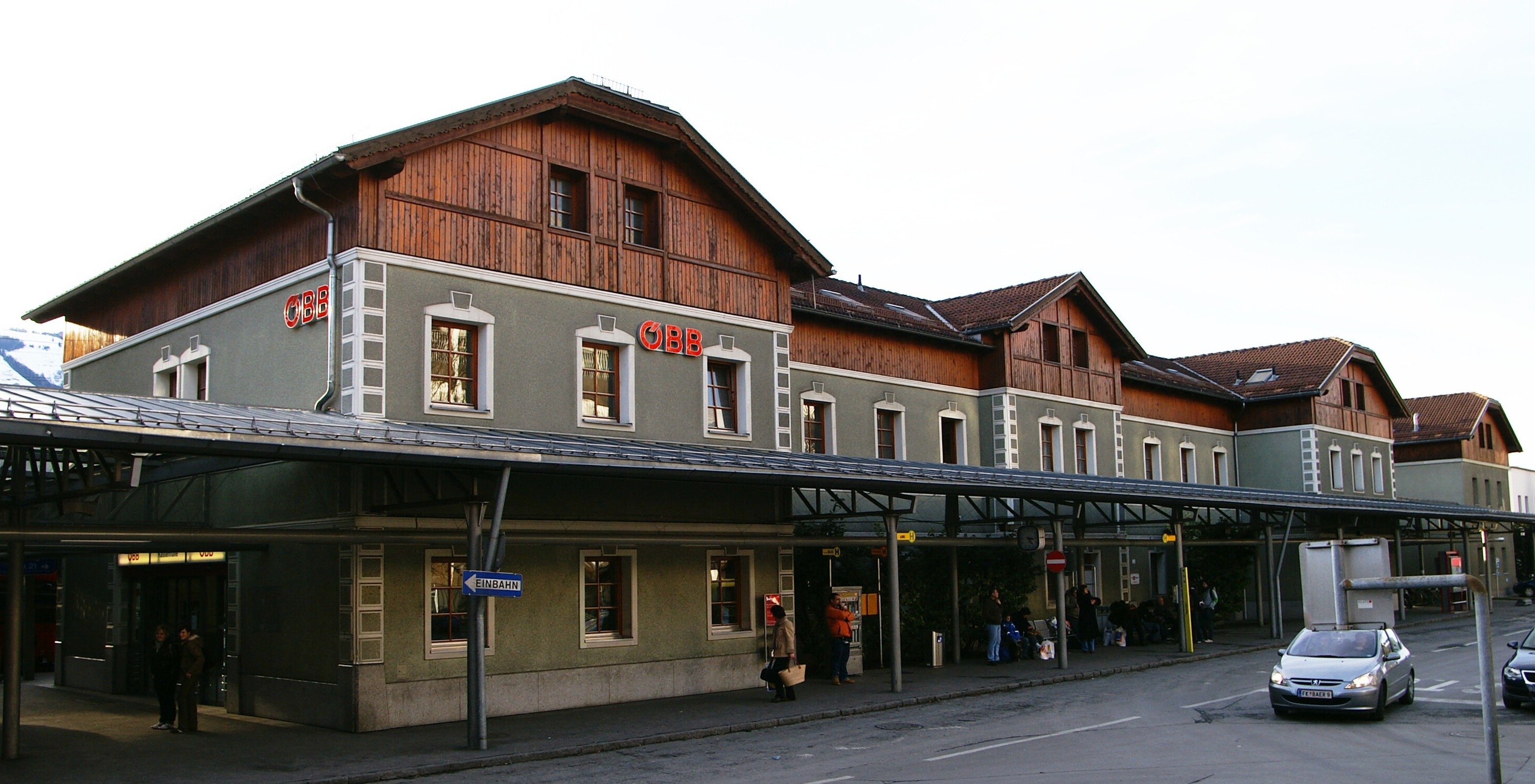
Station Bludenz